# CF Andorinha
Echipa de fotbal CF Andorinha este o echipa de fotbal din Portugalia. La aceasta echipa Cristiano Ronaldo a avut primul sau meci la varsta de doar 7 ani.